# La Dauphine (Rameau)
Pour les articles homonymes, voir La Dauphine.

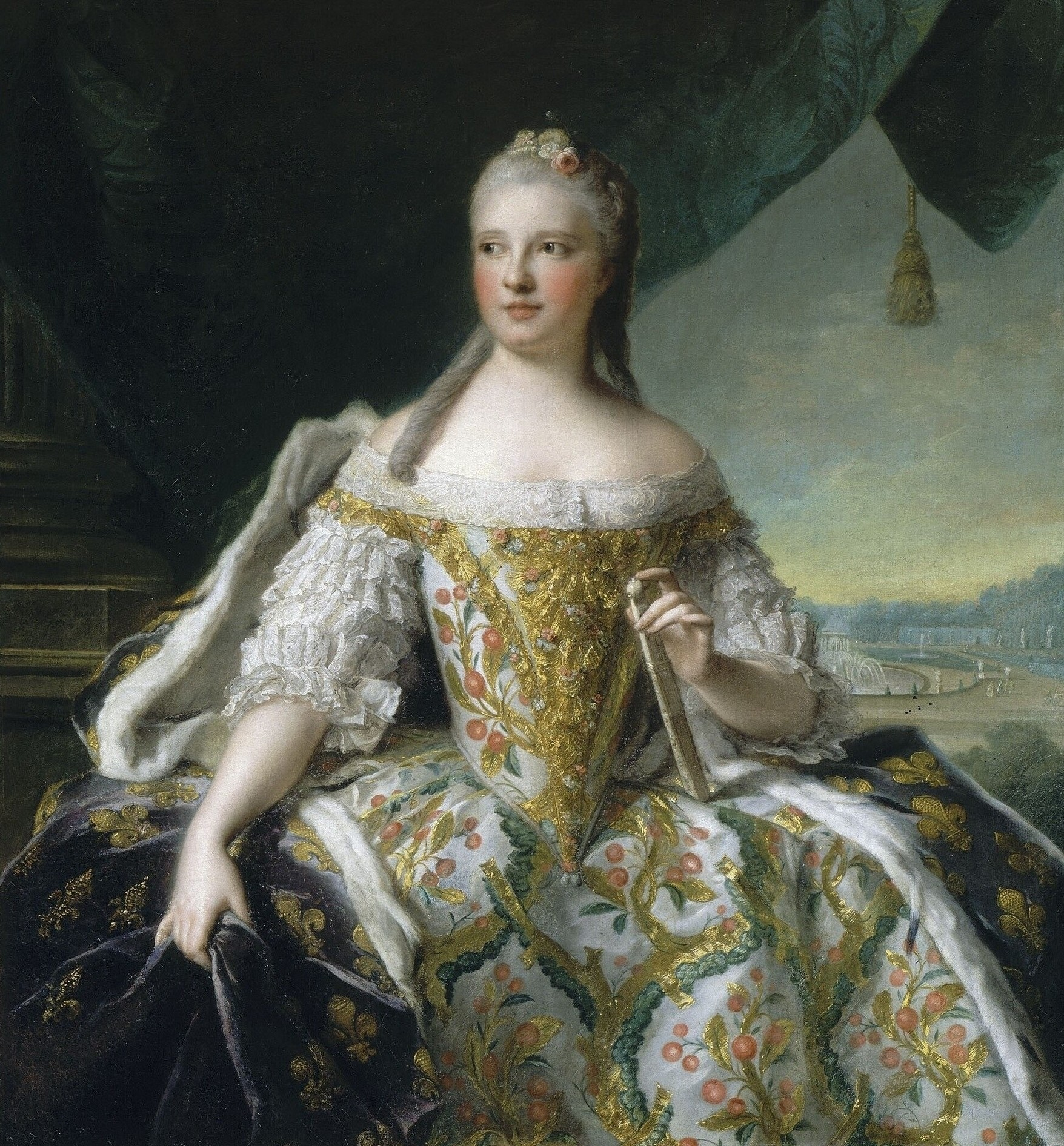
La dauphine Marie-Josèphe de Saxe (Nattier, 1751).

La Dauphine est le titre de la dernière pièce de clavecin composée avec certitude par Jean-Philippe Rameau (une pièce intitulée Les petits marteaux de M. Rameau, non datée, est attribuée à Rameau dans un recueil édité par Claude Balbastre).

## Description
La Dauphine est une pièce isolée qui ne fait partie d'aucun recueil. Elle a été jouée en 1747, à l'occasion du mariage du dauphin de France, fils de Louis XV avec Marie-Josèphe de Saxe (qui devenait ainsi « dauphine »).
C'est la seule pièce de Rameau conservée à l'état d'autographe, restée longtemps inédite. Cette partition faisait partie de la collection rassemblée par Jacques Joseph Marie Decroix dont les héritiers firent don à la Bibliothèque nationale de France.
Elle est de style improvisatoire et virtuose (traits de toccata), de « caractère noble et brillant »,.

## Discographie
- Pièces de clavecin, 1724, Christophe Rousset, clavecin Henri Hemsch de 1751 (1991, L'Oiseau-Lyre/Decca) (OCLC 660105639)